# Панчик Костянтин Станіславович
Костянтин Станіславович Панчик (25 березня 1952, Київ) — радянський футболіст, який виступав на позиції як захисника, так і півзахисника та нападника. Відомий за виступами у низці радянських футбольних клубів, найбільш відомий за виступами в складі сімферопольської «Таврії», у складі якої він ставав володарем бронзових та золотих медалей першої ліги чемпіонату СРСР. Після закінчення кар'єри гравця — футбольний арбітр, судив матчі всесоюзних змагань, після проголошення незалежності України — матчі чемпіонату та Кубка України, провів 70 матчів у вищій українській лізі. Після анексії Криму прийняв російське громадянство.

## Клубна кар'єра
Костянтин Панчик народився у Києві, проте невдовзі його батьки, які працювали на залізниці, перебралися до Коростеня, де Костянтин Панчик розпочав займатися футболом. Спочатку він грав у місцевій аматорській команді «Локомотив», деякий час грав у вінницькому «Локомотиві», пізніше знову повернувся до коростенської команди. З 1970 до 1973 року Панчик проходив військову службу на Чорноморському флоті, де грав у флотській футбольній команді. Після закінчення служби він отримав пропозицію перейти до складу клубу другої ліги «Таврія» з Сімферополя. Хоча в перший рік виступів молодий футболіст зіграв лише 9 матчів, він разом із командою став переможцем зонального турніру та чемпіонату УРСР, після чого команда здобула путівку до першої ліги, хоча й медалі не отримав. Наступного року новий головний тренер сімферопольського клубу Сергій Шапошников не бачив Панчика в основі команди в першій лізі, тому він вирішив перейти до складу команди другої ліги «Авангард» із Севастополя. Після року виступів Костянтин Панчик перейшов до складу аматорської команди «Титан» з Армянська, де грав протягом двох років. У 1976 році перейшов до команди «Кривбас» з Кривого Рогу, з яким цьому році став чемпіоном УРСР та здобув путівку до першої ліги. «Таврія» відразу захотіла повернути футболіста до себе, що призвело до її конфлікту з «Кривбасом», унаслідок чого Панчик півроку взагалі не виступав, і лише потім зумів перейти до сімферопольського клубу. У складі «Таврії» вже в цьому році футболіст зумів завоювати бронзові медалі турніру першої ліги. Наступний сезон футболіст розпочав у клубі другої ліги «Колос» із Нікополя, проте вже до кінця сезону повернувся до «Таврії», яка в цьому році ледь не вибула до другої ліги. Щоправда, наступного року справи команди значно покращились, і «Таврія» стала переможцем турніру першої ліги, та здобула путівку до вищої радянській ліги. Проте на передсезонних зборах Костянтин Панчик отримав важку травму легень, що завадило йому дебютувати у вищій лізі у складі сімферопольського клубу. Футболіст вирішив перейти до складу команди другої ліги «Дніпро» з Могильова, з яким наступного року виграє зональний турнір другої ліги та путівку до першої ліги. Після завершення сезону 1982 року Костянтин Панчик завершив виступи на футбольних полях.

## Кар'єра тренера
У 1990 році Костянтин Панчик працював начальником команди другої ліги «Кристал» з Херсона.

## Суддівська кар'єра
У середині 80-х років ХХ століття Костянтин Панчик отримав пропозицію стати футбольним арбітром. Після проходження відповідного навчання він розпочав судити матчі спочатку другої ліги, пізніше першої ліги, працював також лінійним суддею на матчах вищої ліги. Після розпаду СРСР судив матчі українських змагань — Кубка України, вищої та першої українських ліг, 1 матч провів і в другій українській лізі. Став одним із перших українських арбітрів ФІФА. Судив також матчі національних збірних, зокрема в 1994 році судив матч між національними збірними України та Білорусі. Останнім матчем у кар'єрі футбольного судді став матч чемпіонату України сезону 1997—1998 років між київським «Динамо» та донецьким «Шахтарем». Після закінчення суддівської кар'єри працював на матчах чемпіонату України делегатом ФФУ.

## Після закінчення суддівської кар'єри
Після анексії Криму прийняв російське громадянство, проживає в Криму, працює інспектором на матчах фейкової кримської першості.

## Особисте життя
Брат Костянтина Панчика, Валерій Панчик, є радянським та російським футболістом.

## Досягнення
- Переможець першої ліги 1980 року.
- Бронзовий призер першої ліги 1977 року.
- Переможець Чемпіонату УРСР з футболу 1976, що проводився у рамках турніру в шостій зоні другої ліги СРСР.
- Брав участь у «золотому» сезоні «Таврії» у 1-й зоні другої ліги чемпіонату СРСР (1973), однак провів лише 9 матчів, чого замало для отримання медалей.
- Переможець турніру дев'ятої зони другої ліги 1982 року.